# Duellmanohyla soralia
Duellmanohyla soralia és una espècie de granota que viu a Guatemala i Hondures.
Està amenaçada d'extinció per la pèrdua del seu hàbitat natural.